# Liste der Einträge im National Register of Historic Places in Ipswich (Massachusetts)

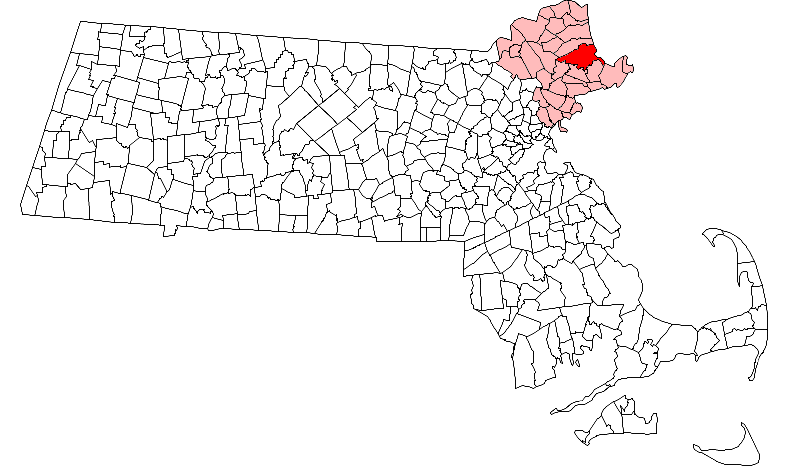
Ipswich im Essex County

Die Liste der Einträge im National Register of Historic Places in Ipswich enthält alle Einträge in das National Register of Historic Places auf dem Gebiet der Stadt Ipswich im Bundesstaat Massachusetts der Vereinigten Staaten.
Die darüber hinausgehenden Einträge des Essex County sind in der Liste der Einträge im National Register of Historic Places im Essex County dargestellt.

## Legende
| NRHP | Historic Place    |
| NHL  | Historic Landmark |
| HD   | Historic District |

## Aktuelle Einträge in Ipswich
| [ 1 ] | Name                                      | Bild                                      | Eintragsdatum                 | Lage                                                                                      | Ort     | Beschreibung                                                              |
| ----- | ----------------------------------------- | ----------------------------------------- | ----------------------------- | ----------------------------------------------------------------------------------------- | ------- | ------------------------------------------------------------------------- |
| 1     | Bailey House                              | Bailey House                              | 17. Sep. 1980 ID-Nr. 80000457 | 40 Market St. 42° 40′ 43″ N, 70° 50′ 24″ W                                                | Ipswich |                                                                           |
| 2     | Brown Stocking Mill Historic District     | Brown Stocking Mill Historic District     | 22. Aug. 1996 ID-Nr. 96000924 | 42° 40′ 37,9″ N, 70° 50′ 48,8″ W                                                          | Ipswich |                                                                           |
| 3     | Brown’s Manor                             | Brown’s Manor                             | 17. Sep. 1980 ID-Nr. 80000459 | 115 High St. 42° 41′ 20″ N, 70° 50′ 57,8″ W                                               | Ipswich |                                                                           |
| 4     | James Burnham House                       | James Burnham House                       | 9. März 1990 ID-Nr. 90000236  | 37 Heartbreak Rd. 42° 39′ 52,9″ N, 70° 49′ 49,1″ W                                        | Ipswich |                                                                           |
| 5     | Burnham-Patch House                       | Burnham-Patch House                       | 17. Sep. 1980 ID-Nr. 80000452 | 1 Turkey Shore Rd. 42° 40′ 35″ N, 70° 50′ 1″ W                                            | Ipswich |                                                                           |
| 6     | Benjamin Stickney Cable Memorial Hospital | Benjamin Stickney Cable Memorial Hospital | 10. Mai 1990 ID-Nr. 90000683  | 42° 39′ 59″ N, 70° 50′ 15″ W                                                              | Ipswich |                                                                           |
| 7     | Caldwell Block                            | Caldwell Block                            | 7. Juli 1983 ID-Nr. 83003434  | S. Main St. 42° 40′ 45,8″ N, 70° 50′ 17,2″ W                                              | Ipswich |                                                                           |
| 8     | Dr. John Calef House                      | Dr. John Calef House                      | 17. Sep. 1980 ID-Nr. 80000447 | 7 Poplar St. 42° 40′ 32,9″ N, 70° 50′ 4,9″ W                                              | Ipswich |                                                                           |
| 9     | Castle Hill                               | weitere Bilder                            | 2. Dez. 1977 ID-Nr. 77000183  | Argilla Rd. 42° 41′ 8,9″ N, 70° 45′ 52,9″ W                                               | Ipswich |                                                                           |
| 10    | Choate Bridge                             | Choate Bridge                             | 21. Aug. 1972 ID-Nr. 72000137 | Führt die MA 133/1A (S. Main St.) über den Ipswich River 42° 40′ 45,8″ N, 70° 50′ 16,1″ W | Ipswich |                                                                           |
| 11    | East End Historic District                | East End Historic District                | 17. Sep. 1980 ID-Nr. 80000461 | East St. 42° 40′ 57″ N, 70° 49′ 54,1″ W                                                   | Ipswich |                                                                           |
| 12    | Giddings-Burnham House                    | Giddings-Burnham House                    | 9. März 1990 ID-Nr. 90000233  | 37 Argilla Rd. 42° 40′ 25″ N, 70° 49′ 54,1″ W                                             | Ipswich |                                                                           |
| 13    | Isaac Goodale House                       |                                           | 9. März 1990 ID-Nr. 90000232  | 153 Argilla Rd. 42° 39′ 38,2″ N, 70° 47′ 57,8″ W                                          | Ipswich |                                                                           |
| 14    | Benjamin Grant House                      | Benjamin Grant House                      | 17. Sep. 1980 ID-Nr. 80000449 | 47 County St. 42° 40′ 41,2″ N, 70° 50′ 8,9″ W                                             | Ipswich |                                                                           |
| 15    | Heard-Lakeman House                       | Heard-Lakeman House                       | 17. Sep. 1980 ID-Nr. 80000441 | 2 Turkey Shore Rd. 42° 40′ 35″ N, 70° 50′ 3,1″ W                                          | Ipswich |                                                                           |
| 16    | High Street Historic District             | High Street Historic District             | 17. Sep. 1980 ID-Nr. 80000454 | High St. 42° 41′ 7,1″ N, 70° 50′ 28″ W                                                    | Ipswich |                                                                           |
| 17    | House on Labor-in-Vain Road               |                                           | 9. März 1990 ID-Nr. 90000234  | Labor in Vain Rd. 42° 40′ 40,1″ N, 70° 48′ 22″ W                                          | Ipswich |                                                                           |
| 18    | Howe Barn                                 | Howe Barn                                 | 9. März 1990 ID-Nr. 90000230  | 421 Linebrook Rd. 42° 40′ 37,9″ N, 70° 56′ 7,1″ W                                         | Ipswich | Im Register unzutreffend unter der Adresse 403 Linebrook Rd. eingetragen. |
| 19    | Ipswich Mills Historic District           | Ipswich Mills Historic District           | 22. Aug. 1996 ID-Nr. 96000923 | 42° 40′ 32,9″ N, 70° 50′ 24″ W                                                            | Ipswich |                                                                           |
| 20    | Thomas Low House                          | Thomas Low House                          | 9. März 1990 ID-Nr. 90000237  | 36 Heartbreak Rd. 42° 39′ 49″ N, 70° 49′ 43″ W                                            | Ipswich |                                                                           |
| 21    | Meetinghouse Green Historic District      | Meetinghouse Green Historic District      | 17. Sep. 1980 ID-Nr. 80000464 | N. Main St. 42° 40′ 53″ N, 70° 50′ 11″ W                                                  | Ipswich |                                                                           |
| 22    | Merrifield House                          | Merrifield House                          | 17. Sep. 1980 ID-Nr. 80000469 | 7 Woods Lane 42° 40′ 37,9″ N, 70° 49′ 52″ W                                               | Ipswich |                                                                           |
| 23    | Paine-Dodge House                         | Paine-Dodge House                         | 9. März 1990 ID-Nr. 90000231  | 49 Jeffrey’s Neck Rd. 42° 41′ 35,9″ N, 70° 49′ 0,1″ W                                     | Ipswich | Auf dem Grundstück der Greenwood Farm.                                    |
| 24    | Ross Tavern                               | Ross Tavern                               | 9. März 1990 ID-Nr. 90000235  | 52 Jeffrey’s Neck Rd. 42° 41′ 53,2″ N, 70° 49′ 45,1″ W                                    | Ipswich |                                                                           |
| 25    | Nathaniel Rust Mansion                    | Nathaniel Rust Mansion                    | 17. Sep. 1980 ID-Nr. 80000440 | 83 County St. 42° 40′ 21″ N, 70° 50′ 15″ W                                                | Ipswich |                                                                           |
| 26    | Smith House                               |                                           | 9. März 1990 ID-Nr. 90000238  | 142 Argilla Rd. 42° 40′ 16″ N, 70° 47′ 43,1″ W                                            | Ipswich |                                                                           |
| 27    | South Green Historic District             | South Green Historic District             | 17. Sep. 1980 ID-Nr. 80000471 | MA 1A 42° 40′ 32,2″ N, 70° 50′ 12,8″ W                                                    | Ipswich |                                                                           |
| 28    | Turner Hill                               | Turner Hill                               | 26. Nov. 1982 ID-Nr. 82000483 | 315 Topsfield Rd. 42° 39′ 47,9″ N, 70° 52′ 59,2″ W                                        | Ipswich |                                                                           |
| 29    | Wade House                                | Wade House                                | 17. Sep. 1980 ID-Nr. 80000467 | 5 Woods Lane 42° 40′ 35″ N, 70° 49′ 53″ W                                                 | Ipswich |                                                                           |
| 30    | John Whipple House                        | weitere Bilder                            | 15. Okt. 1966 ID-Nr. 66000791 | 53 S. Main St. 42° 40′ 34″ N, 70° 50′ 11″ W                                               | Ipswich |                                                                           |
| 31    | Shoreborne Wilson House                   | Shoreborne Wilson House                   | 17. Sep. 1980 ID-Nr. 80000456 | 4 S. Main St. 42° 40′ 44″ N, 70° 50′ 13,9″ W                                              | Ipswich |                                                                           |